# Vlastimil Havlík
Vlastimil Havlík (Brno, 26 gennaio 1957) è un ex cestista e allenatore di pallacanestro ceco, fino al 1992 cecoslovacco.

## Carriera
Con la Cecoslovacchia ha disputato i Giochi olimpici di Mosca 1980, due edizioni dei Campionati mondiali (1978, 1982) e cinque dei Campionati europei (1979, 1981, 1983, 1985, 1987).

## Palmarès

### Giocatore
- Campionato cecoslovacco: 6

Spartak ZJŠ Brno: 1975-76, 1976-77, 1977-78, 1985-86, 1986-87, 1987-88